# نووبالتاچوو
نووبالتاچوو (به لاتین: Novobaltachevo) یک منطقهٔ مسکونی در روسیه است که در باشقیرستان واقع شده‌است.